# Чемпионат Москвы по футболу 1924 (осень)
Чемпионат Москвы по футболу 1924 (весна) стал ХХIII-м первенством столицы и четвертым, проведенным Московским Советом Физической Культуры (МСФК).
Победителем среди первых команд стала команда МСФК.

## Организация и проведение турнира
В осеннем первенстве 1924 года участвовало 29 клубов, первоначально разбитых по уровню на 4 группы (лиги). 
Соревнования проводились в «клубном зачете»: равное значение с играми главной (первой) команды имели также игры «младших» команд (в первой группе по пяти командам, в других - по четыре или три), а также множество иных критериев, в числе которых тесты на общефизическое развитие футболистов, их дисциплинированность, постоянство состава в соревнованиях и пр.
Осеннее первенство предварял «приз открытия» - общеспортивный праздник среди футбольных команд, на котором они сначала соревновались в легкоатлетических дисциплинах, а затем в финале две лучшие команды играли футбольный матч. Ранее не связанное непосредственно с розыгрышем первенства столицы, с этого сезона это соревнование было включено в официальный «клубный зачет», послужив своеобразным отборочным турниром к предстоящим матчам - по его результатам первая (высшая) группа была разделена еще на две: первая подгруппа вела борьбу за первенство (среди главных команд), вторая - лишь за последующие места. В то же время команды II - V разделены не были и соревновались в рамках одной группы.
Состав подгрупп:
- Первая подгруппа (оспаривала в главных командах места 1 - 4): МСФК, «Красная Пресня», «Красное Орехово», ОППВ - три лучших команды по результатам «приза открытия» с добавлением лучшей немосковской команды («Красное Орехово» - она традиционно выставляла лишь одну команду и в «клубном зачете» практически не участвовала).
- Вторая подгруппа (оспаривала места 5 - 8): «Динамо», «Сахарники», МСПО и еще один немосковский представитель - команда КФК им.Воровского (Коломна) (также выступала только главной командой вне «клубного зачета»).

Аналогичным образом была разделена и 4-я группа. 
Таким образом, турнир проводился в 6 уровнях для главных команд (в рамках «клубного зачета» - в пяти).

## Ход турнира (первые команды)
Турнир в первой подгруппе первой группы прошел по «круговой» системе в два круга.

### Подгруппа 1[7]
| № | Команды           | 1       | 2       | 3       | 4       | В | Н | П | М       | О  |
| - | ----------------- | ------- | ------- | ------- | ------- | - | - | - | ------- | -- |
|   | МСФК              |         | 3:1 7:0 | 0:2 2:0 | 3:2 4:1 | 5 | 0 | 1 | 19 — 6  | 16 |
|   | «Красная Пресня»  | 0:7 1:3 |         | 3:2     | 7:2 5:1 | 4 | 0 | 2 | 19 — 17 | 14 |
|   | «Красное Орехово» | 0:2 2:0 | 2:3     |         | 4:2 3:0 | 3 | 0 | 3 | 13 — 10 | 12 |
| 4 | ОППВ              | 1:4 2:3 | 1:5 2:7 | 0:3 2:4 |         | 0 | 0 | 6 | 8 — 26  | 6  |

### Матчи
| 20 авг | «Красная Пресня» | 7:2     | ОППВ                                           | ОППВ                 |
| |                  | (отчёт) | - 0:1′ (авт.) В.Хайдин - 0:2′ (авт.) Пав.Попов | Судья: И.Савостьянов |
| Красная Пресня: Баклашев - В.Хайдин, Пав.Попов - ... - Н.Старостин, П.Артемьев, Исаков, П.Канунников, ... ОППВ: ... - М.Исаев, ... П.Савостьянов |                  |         |                                                |                      |

| 14 сен                                         | «Красная Пресня»                                            | 5:1     | ОППВ   | «Красная Пресня»  |
|                                                | - Исаков 1:1′ - П.Канунников 2:1′ 3:1′ - 4:1′ - 5:1′ (пен.) | (отчёт) | - 0:1′ | Судья: В.Рябоконь |
| Красная Пресня: ..., Исаков, П.Канунников, ... |                                                             |         |        |                   |

| 14 сен | «Красное Орехово» | 2:0     | МСФК | Орехово-Зуево |
|        |                   | (отчёт) |      |               |

| 18 сен                           | «Красная Пресня»            | 3:2     | «Красное Орехово» | «Красная Пресня» |
|                                  | - Исаков 1:1′ - 2:1′ - 3:1′ | (отчёт) | - 0:1′ - 3:2′     | Судья: Л.Романов |
| Красная Пресня: ..., Исаков, ... |                             |         |                   |                  |

| 21 сен | МСФК                                | 3:1     | «Красная Пресня»  | им.Воровского                        |
| | - С.Троицкий 7′ 3:0′ - М.Сушков 20′ | (отчёт) | - 75′ Н.Старостин | Зрителей: 5 000 Судья: И.Савостьянов |
| МСФК: Трофимов - Рущинский, ... - Т.Григорьев, С.Троицкий, М.Сушков, ... · Красная Пресня: Баклашев - ..., Пав.Попов - ...Евстигнеев 1Т', ?.Блинков - Н.Старостин, П.Канунников, Исаков, П.Артемьев, ... |                                     |         |                   |                                      |

| 25 сен | МСФК                                | 2:0     | «Красное Орехово» | им.Воровского  |
| | - С.Бухтеев 1:0′ - Т.Григорьев 2:0′ | (отчёт) |                   | Судья: П.Бозов |
| МСФК: Трофимов - Рущинский, В.Лапшин - В.Дубинин , Селин 2Т', С.Бухтеев - Т.Григорьев ... · Красное Орехово: ... Жаворонков, В.Степанов 2Т', А.Рыжов |                                     |         |                   |                |

| 5 окт | МСФК | 3:2     | ОППВ | ОППВ            |
|       |      | (отчёт) |      | Судья: Поспехов |

| до 11 окт                                                 | «Красное Орехово» | 4:2     | ОППВ |  |
|                                                           | 1Т'(пен.)         | (отчёт) |      |  |
| ОППВ: Ларионов - ... Сысоев, ... - Жибоедов, ... Чесноков |                   |         |      |  |

| 19 окт                                        | «Красное Орехово» | 3:0     | ОППВ | Орехово-Зуево     |
|                                               |                   | (отчёт) |      | Судья: В.Рябоконь |
| Красное Орехово: Савинцев - ... Жаворонков... |                   |         |      |                   |

| 19 окт | МСФК                                 | 7:0     | «Красная Пресня» | «Красная Пресня»                      |
| | - Т.Григорьев 1:0′ - С.Троицкий 2:0′ | (отчёт) |                  | Зрителей: 10 000 Судья: И.Савостьянов |
| МСФК: Трофимов - Рущинский, Селин - Малахов, С.Бухтеев, Ноготков - Т.Григорьев, С.Троицкий, Сушков, Л.Сандлори, Холин · Красная Пресня: Баклашев - В.Хайдин, Пав.Попов - Мошаров, В.Блинков, Леута - Н.Старостин, П.Канунников 16', Исаков, П.Артемьев, ?.Блинков II |                                      |         |                  |                                       |

| 2 ноя | МСФК | 4:1     | ОППВ |  |
|       |      | (отчёт) |      |  |

| 2 ноя | «Красная Пресня» | 3:2     | «Красное Орехово» | Орехово-Зуево |
|       |                  | (отчёт) |                   | Судья: Гридин |

### Подгруппа 2
| № | Команды                     | 1       | 2       | 3       | 4       | В | Н | П | М      | О  |
| - | --------------------------- | ------- | ------- | ------- | ------- | - | - | - | ------ | -- |
| 5 | «Динамо»                    |         | 1:0 3:1 | 1:0 —   | 3:1 +:- | 5 | 0 | 0 | 8 — 2  | 15 |
| 6 | «Сахарники»                 | 1:3 0:1 |         | 4:2 3:1 | 1:0 +:- | 4 | 0 | 2 | 9 — 7  | 14 |
| 7 | МСПО                        | — 0:1   | 1:3 2:4 |         | 3:1 0:2 | 1 | 0 | 4 | 6 — 11 | 7  |
| 8 | КФК им.Воровского (Коломна) | -:+ 1:3 | -:+ 0:1 | 2:0 1:3 |         | 1 | 0 | 5 | 4 — 7  | 6  |

## Клубный зачет

### Первая группа
- II команды - ОППВ
- III команды - «Сахарники»
- IV команды -  «Динамо»
- V команды -  «Динамо»
- По совокупности всех пяти команд лучший результат показал клуб МСФК. С учетом всех дополнительных факторов (так называемый «бумажный» победитель) - ОППВ[10]

### Вторая группа
- I команды - «Красные Сокольники»
- Лучший клуб по результатам четырех команд - «Русскабель»
- «Бумажный» победитель - «Красные Хамовники»

### Третья группа
- I команды - «Перово»
- Лучший клуб по результатам четырех команд - «Перово»
- «Бумажный» победитель - «Перово»

### Четвертая группа

#### Первая подгруппа
- I команды - КПТ
- Лучший клуб по результатам трех команд - КПТ
- «Бумажный» победитель - «Строители» и КПТ

#### Вторая подгруппа
- I команды - «Красный Луч»
- Лучший клуб по результатам трех команд - «Красный Луч»
- «Бумажный» победитель - «Красный Луч»